# Verwaltungsgemeinschaft Tittling
Die Verwaltungsgemeinschaft Tittling liegt im niederbayerischen Landkreis Passau und wird von folgenden Gemeinden gebildet:
1. Tittling, Markt, 4228 Einwohner, 20,78 km²
2. Witzmannsberg, 1561 Einwohner, 18,74 km²

Sitz der Verwaltungsgemeinschaft ist Tittling.

## Geschichte
Der Verwaltungsgemeinschaft gehörte von der Gründung am 1. Mai 1978 bis 31. Dezember 1979 auch die Gemeinde Neukirchen vorm Wald an.